# Brachyloma nguba
Brachyloma nguba är en ljungväxtart som beskrevs av R. J. Cranfield. Brachyloma nguba ingår i släktet Brachyloma och familjen ljungväxter. Inga underarter finns listade i Catalogue of Life.